# Roger Marsh
Roger Michael Marsh (Bournemouth, 10 december 1949) is een Brits componist en muziekpedagoog.

## Levensloop
Marsh studeerde compositie aan het London College of Music in Londen bij Ian Kellam en voltooide later zijn studies bij Bernard Rands aan de Universiteit van York. Hij behaalde zijn Bachelor of Arts in 1971 en promoveerde tot Ph.D. (Philosophiæ Doctor) in 1975. Vanaf 1976 was hij met een studiebeurs van Harkness Fellowship voor twee jaar docent aan de Universiteit van Californië - San Diego. Van 1978 tot 1988 was hij muziekdocent aan de Keele University in Keele (Staffordshire), waar hij in 1985 hoofd van de muziekafdeling werd. In 1988 ging hij als professor terug aan de Universiteit van York. In 1990 richtte hij aldaar - samen met de docent Yoshikazu Iwamoto het "Centre for Japanese Music" op. In 1993 werkte hij als gastprofessor aan de Harvard-universiteit in Cambridge. Na zijn terugkomst richtte hij met zijn vrouw, de zangeres Anna Myatt het ensemble Black Hair op, dat zich focusseert op de uitvoering van hedendaagse muziek. Tegenwoordig is hij professor voor compositie en muziektheater aan de Universiteit van York. 
Marsh schrijft werken voor diverse genres zoals werken voor orkest, harmonieorkest, muziektheater, vocale en kamermuziek.

## Composities

### Werken voor orkest
- 1974 Serenade, voor strijkorkest
- 1977 Dum's Dream
- 1980 Still
- 1988 Dying for It, voor kamerorkest
- 1991 Kagura
- 1993-1994 Espace

#### Werken voor instrumenten en orkest
- 1990 Stepping out, voor piano en orkest - première tijdens de BBC Proms in 1990 in de Royal Albert Hall in Londen door Martin Roscoe (piano) en BBC Symphony Orchestra o.l.v. Lothar Zagrosek

### Werken voor harmonieorkest
- 1988 Music, voor piano en blaasorkest
- 1996 Heathcote's Inferno, voor harmonieorkest

### Muziektheater

#### Operettes
| Voltooid in | titel                            | aktes | première | libretto |
| ----------- | -------------------------------- | ----- | -------- | -------- |
| 1973        | Dum (A vocal percussive fantasy) |       |          |          |
| 1974        | Scenes de Ballet                 |       |          |          |

#### Toneelmuziek
- 1989 Love on the Rocks, voor 4 versterkte stemmen, bandrecorder en elektronica
- 1996 Sozu Baba, voor sopraan solo - tekst: Judith Woolf - première: 31 maart 1997 in het Theater Kikker te Utrecht
- 2010 Rising

### Vocale muziek

#### Oratorium
- 1983 Samson - a dramatic oratorio, dramatisch oratorium voor zangstemmen - première: 20 oktober 1984 tijdens het Nettlefold Festival
- 1989 The Big Bang, dramatisch oratorium - tekst: vanuit het Oude Testament - première: 1 juli 1989 tijdens het Norwich Festival of Contemporary Church Music in het Norwich Arts Centre

#### Werken voor koor
- 1979 Bits and Scraps, voor gemengd koor, technicus en lichteffecten
- 2010 A Lyke Wake Dirge, voor gemengd koor

#### Liederen
- 1971 PS, voor sopraan, contrabas en trombone
- 1972 Streim, voor sopraan, dwarsfluit, klarinet, trompet en contrabas
- 1972 The Lover's Ghost, voor sopraan, 2 dwarsfluiten, 2 klarinetten en cello
- 1973 Calypso, voor sopraan, 2 acteurs, dwarsfluit en bandrecorder
- 1975 On and On, voor sopraan, 2 klarinetten en basklarinet
- 1976 Another Silly Love Song, voor sopraan, klarinet en piano
- 1976 Three Hale Mairies, voor 3 sopranen, dwarsfluit, klarinet, trompet, 2 slagwerkers, piano, altviool en cello
- 1977 Not a soul but ourselves, voor 2 vrouwenstemmen en 2 mannenstemmen - tekst: James Joyce "Finnegans Wake"
- 1979 A Psalm and A Silly Love Song, voor sopraan, mezzosopraan, dwarsfluit, klarinet, trompet, harp, altviool en cello
- 1981 The Wormwood and the Gall, voor mezzosopraan, dwarsfluit (altfluit), klarinet, slagwerk, harp, altviool en cello
- 1982 Delilah, voor sopraan en altsaxofoon (of klarinet in A)
- 1982 Words of Love, voor bariton, 2 hobo's, fagot en klavecimbel
- 1983 Songs of Devotion, voor sopraan, klarinet en gitaar
- 1985 Three Biblical Songs, voor sopraan, bariton en kamerorkest
- 1986 Song of Abigail, voor sopraan en kamerorkest
- 1992 Black Hair, voor sopraan, 2 klarinetten, altviool, cello en contrabas
- 1992 Fodder After All, voor sopraan en piano
- 1992 The Bodhi Tree, voor sopraan en trombone
- 1994 A little Snow, voor zangstem - tekst: Nicanor Parra
- 2000 Hold Me Tight, voor drie zangstemmen
- 2001 Pierrots Lunaire (deel 1), voor vocaal ensemble - tekst: Albert Giraud 22 gedichten uit «Pierrot Lunaire»
- 2002 More Silly Love Songs, voor sopraan en ensemble 
  1. I Love the Way
  2. Western Wind
  3. Hold me Tight
- 2002 Pierrots Lunaire (deel 2), voor gecombineerd vocaal ensemble, gedeeltelijk met instrumenten - tekst: Albert Giraud, 28 gedichten uit «Pierrot Lunaire»
- 2002 Wiegenlied, voor tenor en geprepareerd piano
- 2008 Il Cor Tristo, voor mannenkwartet
- 2009 Lullaby, voor sopraan en marimba

### Kamermuziek
- 1972 Jesters (for Sticks), voor 2 hobo's, 2 klarinetten en 2 fagotten
- 1974 Sweet and Short, voor klarinet, contrabas en piano
- 1975 Deadpan's Romance, voor blaaskwintet
- 1977 Variations for Trombones, voor 4 trombones (alt-, 2 tenor- en bastrombone)
- 1977 Time Before, voor contrabas en bandrecorder
- 1979 Point to Point, voor blaasoctet (2 hobo's, 2 klarinetten, 2 hoorns en 2 fagotten)
- 1979 Two Movements, voor harp, 2 dwarsfluiten, 2 klarinetten en strijkkwartet
- 1988 Ferry Music, voor klarinet, cello en piano
- 1991 Holz and Hitze, voor 2 basklarinetten
- 1992 Hoichi, voor altfluit en elektronica
- 1995 Waiting for Charlie, voor 15 instrumenten - première: 5 april 1996 in Apeldoorn door het ensemble "De ereprijs" - opdracht van de stad Apeldoorn
- 1997 Slow Right Arm, voor barokviool en contrabas
- 1997 Spin, voor piano en negen instrumenten
- 1999 Canto 1, voor 11 solostrijkers
- 2003 From Every Sides, voor slagwerkkwartet en klarinetkwartet
- 2004 Sankyoku, voor altfluit, gitaar en slagwerk
- 2009 What Charlie Did Next, voor ensemble - première: 29 oktober 2009 door het ensemble "De ereprijs" in Arnhem

### Werken voor piano
- 1987 Easy Steps

### Werken voor harp
- 1982 Heaven Haven

### Werken voor slagwerk
- 2000 Sukeroku, voor slagwerkkwartet
- 2003 Atsumari, voor O-Tsuzumi (Japanse handtrom) en slagwerkkwartet

## Publicaties
- A Multicoloured Alphabet: Rediscovering Albert Giraud’s Pierrot Lunaire Twentieth-Century Music (March 2007), 4.1: 97-121 Cambridge University Press
- Foxes and Vixens: the recent music of Vic Hoyland, in: Tempo, Dec 1998.
- Every Bloody Note: the recent music of Benard Rands, in: Musical Times, August 1995.
- New Pathways - the Sequenzas and Chemins of Luciano Berio, in: Consequenze; Rotterdamse Kunststichting, Muziekcahiers series. Nov 1995.
- Heroic Motives: Sound and sign in the music of Brian Ferneyhough, in: Musical Times, Feb 1994.